# Avatar (pel·lícula)
Avatar és una pel·lícula de ciència-ficció estatunidenca filmada, dirigida i produïda per James Cameron, i protagonitzada per Sam Worthington, Zoë Saldaña, Sigourney Weaver, Michelle Rodriguez i Stephen Lang.
Ambientada l'any 2154, narra els esdeveniments que tenen lloc a Pandora, una lluna del sistema estel·lar Alfa del Centaure, habitada per indígenes humanoides, els na'vi, amb qui els colons humans que es dediquen a la mineria estan en conflicte per les reserves d'un mineral molt valuós. Els na'vi es resisteixen a l'expansió dels colons, que posa en perill la seva existència i l'ecosistema de tot el satèl·lit.
El nom de la pel·lícula fa referència al cos na'vi obtingut per enginyeria genètica amb el cervell d'un humà remot que es fa servir per interactuar amb els nadius de Pandora.
Cameron fa el primer esborrany de vuitanta pàgines sobre la pel·lícula el 1994, ja amb la intenció de filmar-la després de Titanic. El 1999 fa pública la idea, tot i que, segons ell mateix, la «tecnologia encara s'havia de posar al dia» per a la visió que ell tenia pensada. A començament del 2006, comença a desenvolupar el guió, la llengua dels na'vi i la cultura de Pandora. També és en aquest moment que menciona, i que posteriorment, refermarà que si la pel·lícula té èxit tindrà dues seqüeles.
La pel·lícula s'estrena el 18 de desembre de 2009 en format 2D, 3D i IMAX, i significa un gran avanç dins el camp de la tecnologia cinematogràfica, tant per la visió 3D que ofereix com per les càmeres estereoscòpiques dissenyades expressament per fer-la.
El pressupost oficial va ser de 237 milions de dòlars, tot i que segons algunes estimacions va pujar entre 280 i 310 milions de dòlars, als quals cal afegir 150 milions més en comercialització.
El dia de l'estrena, només als Estats Units i al Canadà, es van recaptar 27 milions de dòlars, i 77, el primer cap de setmana. A tot el món, la recaptació durant la primera setmana va ser de 236 milions de dòlars, i en aquest sentit fou la vuitena pel·lícula més taquillera de tots els temps i la primera, si descomptem les seqüeles. El dinovè dia de l'estrena els ingressos van superar els mil milions, es va convertir en la pel·lícula que més ràpidament havia assolit aquesta xifra, i així va arribar a ser la cinquena més taquillera de la història. El 26 de gener aconseguia ser la pel·lícula més taquillera de tots els temps.
La pel·lícula no s'ha doblat al català, malgrat els intents de la Generalitat de Catalunya per convèncer els estudis. La seqüela, Avatar: El sentit de l'aigua, sí que s'ha doblat.

## Argument
El 2154, la corporació minera RDA és a Pandora, una lluna del planeta Polyphemus, del sistema estel·lar Alfa del Centaure, amb la intenció d'explotar-ne les reserves d'unobtainium, un mineral molt escàs i valuós. Pandora és habitada pels na'vi, una espècie humanoide de pell blava i trets felins. Físicament són més alts i forts que els humans (fan prop de tres metres d'alçada) i viuen en harmonia amb la natura i la deessa mare que anomenen Eywa.
Els humans, que aquí són anomenats amb tota lògica "alienígenes", no poden sobreviure a l'atmosfera de Pandora: si en respiren l'aire encara que sigui uns segons, perden el sentit, i l'exposició una mica més prolongada, els provoca la mort. Per aquest motiu, entre d'altres, els científics creen els avatars, cossos artificials amb la fisiologia dels na'vi i controlats mentalment per un humà a través d'una màquina complexa, un escàner cerebral que fa que l'humà "dormi" quan actua l'avatar, i a la inversa. Jake Sully (Sam Worthington), un exmarine paraplègic, es converteix a darrera hora en l'usuari de l'avatar del seu germà bessó assassinat (cal dir que els avatars són intransferibles per motius genètics, només el poden utilitzar les persones per a qui han estat dissenyats o en tot cas per un bessó, gràcies a la similitud genètica). La doctora Augustine (Sigourney Weaver), cap del programa Avatar, considera que Jake no està preparat per substituir el seu germà perquè no sap res de Pandora ni dels na'vi (de fet, el menysprea pel simple fet de ser un marine); això no obstant, crear un avatar és molt costós i, per tant, està obligada a quedar-se'l a l'equip tot i relegar-lo al paper de guardaespatlles.
Poc després, a la seva primera sortida de la base humana, Jake és assignat com a escolta dels doctors Augustine i Spellman en una missió d'exploració. No obstant això, en plena missió apareix un depredador que es fixa en ell i l'obliga a fugir per la selva, cosa que fa que se separi del grup i es perdi. Obligat a sobreviure de nit enmig de la selva perillosa, Jake se salva, gràcies a Neytiri (Zoë Saldaña), una na'vi, de l'atac d'un grup d'animals similars als cànids. Neytiri porta Jake a la casa arbre on habita el seu clan (els omatycaya) gràcies al fet que uns insectes "sagrats" se li posaren damunt. Mo'at (CCH Pounder), xaman de la tribu i mare de Neytiri, mostra un gran interès per Jake i ordena a la seva filla que li ensenyi la seva forma de vida, la llengua i la cultura na'vi. Al mateix temps (convé no oblidar que alguns personatges es mouen alternativament entre el seu cos humà i el del seu avatar), el coronel Milers Quaritch (Stephen Lang), cap militar de la base minera, li ordena que li faci de confident, i l'informi de tot el que sàpiga sobre els omaticaya, ja que just allà on viuen hi ha la reserva més gran d'unobtanium en centenars de quilòmetres; a més, ha de descobrir si hi ha res que hagin de menester els na'vi per mirar de bescanviar-ho per les reserves del mineral; en cas de no arribar a cap acord, ha d'intentar convèncer-los de marxar perquè, si no, els atacaran i no podran fer res contra la força bèl·lica terrícola.
Durant els tres mesos que passa sota la tutela de Neytiri, Jake desenvolupa les habilitats d'un guerrer na'vi. En aquest temps, progressivament va creant llaços amb Neytiri, els omaticaya i el bosc de Pandora, alhora que decau la seva lleialtat cap al programa RDA i el coronel Quaritch. Finalment, és iniciat com tots els omaticaya, i tant Neytiri com Jake es declaren l'amor que senten l'un per l'altre. Jake canvia oficialment de bàndol el dia que espatlla deliberadament les càmeres d'un bulldozer que destrueix part del bosc, concretament l'indret de l'arbre de les veus. Quaritch desconnecta Jake del seu avatar i l'empresona juntament amb els altres membres del programa. Selfridge (Giovanni Ribisi), cap de la corporació minera, després de veure un videoblog d'en Jake on diu que els omaticaya mai no abandonaran la casa arbre, es convenç que les negociacions han acabat i n'ordena la destrucció.
Després d'una llarga discussió, Jake convenç Selfridge per deixar-lo connectar al seu avatar i intentar convèncer els omaticaya d'abandonar la casa arbre abans no arribin les forces d'assalt. Fracassa, i després d'explicar que en un principi va ser enviat per obtenir informació, el tracten de traïdor i el lliguen en un pal on es queda gran part del bombardeig en què moren molts na'vi (entre ells, Eytucan, líder del clan) i en què és destruïda la casa arbre. Després d'això, tot el grup del programa Avatar, juntament amb la pilot Trudy (Michelle Rodriguez), abandonen el campament per unir-se als na'vi. Per poder ser escoltat de nou, Jake, que ha estat expulsat pel clan, caça un toruk, l'ocell més gran i perillós de tot el planeta que en tota la seva història només cinc na'vi havien aconseguit domar (el darrer dels quals, precisament, un avantpassat de Neytiri) i que fa que es guanyi el respecte de tots els na'vi, no tan sols el del seu clan, sinó el de tot el planeta.
Damunt del toruk, Jake vola de clan en clan per aplegar guerrers per lluitar al costat dels omaticaya contra la corporació minera RDA, expulsar-la del planeta i acabar tots els problemes. Amb pocs dies, aconsegueix reunir més de dos mil guerrers de quinze clans diferents. Els caps de la corporació, quan veuen com reaccionen els na'vi, decideixen fer un atac preventiu i comencen una guerra amb grans baixes per a tots dos bàndols, i guanyada, finalment, pels na'vi gràcies a la intervenció d'Eyhwa, deessa suprema de Pandora. Al final de la pel·lícula, pràcticament tots els humans són expulsats del planeta, i només es queden els que formaven part del programa Avatar i que mai no han fet mal als na'vi ni a Pandora. A l'última escena, la ment de Jake és transferida de manera permanent al seu avatar a través d'un ritual a l'arbre de les ànimes.

## Repartiment i personatges

### Humans
- Sam Worthington és el caporal Jake Sully, el protagonista de la història, un exmarine que entra a formar part del programa Avatar. Després de veure nombrosos candidats per al paper als Estats Units, Margery Simkin, directora de càsting de la pel·lícula, va suggerir a Cameron d'ampliar la cerca a altres països de parla anglesa com el Regne Unit, Irlanda o Austràlia; va ser llavors que Simkin es va posar en contacte amb Christine King, una directora de càsting australiana amb qui ja havia treballat i li va demanar que seleccionés diversos candidats per al paper. Entre els seleccionats hi havia Sam Worthington, que d'entrada es va mostrar escèptic pel secretisme que envoltava el projecte i els pocs detalls sobre el personatge de Jake, va fer un parell de proves davant les càmeres i finalment va ser escollit.[22][23][24] L'actor va firmar el mateix dia per fer les possibles seqüeles en el cas que la pel·lícula tingués èxit.[25]
- Sigourney Weaver és la doctora Grace Augustine, una exobiòloga i cap del programa Avatar. És la mentora de Jake, defensa les relacions pacífiques amb els na'vi i construeix una escola per ensenyar-los la seva llengua.[26] Cameron de primer va descartar que l'actriu treballés a Avatar, perquè ja sortia en una altra pel·lícula seva de ciència-ficció, Aliens, el retorn (1986),[27] la trama de la qual també tracta d'una trobada d'humans amb una espècie alienígena, i creia que el públic les podia trobar massa semblants. Això no obstant, a l'últim va canviar de parer. L'actriu es va tenyir els cabells per al paper[28] i va dir que el seu personatge li recordava James Cameron, perquè era molt tenaç i idealista.[29]
- Michelle Rodriguez és Trudy Chacon, una pilot de combat assignada al programa Avatar. Cameron va assegurar que havia volgut treballar amb Rodriguez des que l'havia vista a Girlfight.[30]
- Giovanni Ribisi és Parker Selfridge, el cap de la corporació minera RDA.
- Joel David Moore és Norm Spellman, antropòleg[31] del projecte Avatar encarregat d'estudiar la vida a Pandora, arriba juntament amb Jake i porta un dels dos últims avatars creats.
- Stephen Lang és el coronel Miles Quaritch, el cap de la seguretat del complex miner. Cameron, que havia descartat Lang per ser un dels protagonistes d'Aliens, se'n va recordar i li donà un paper. Michael Biehn, que sortia a Aliens, va llegir el guió i va veure algunes imatges en 3D amb Cameron, però, a l'últim, no va fer el paper.[32]
- Dileep Rao és el doctor Max Patel, un científic que treballa al programa Avatar.[33]
- Matt Gerald és el caporal Lyle Wainfleet i treballa sota les ordres del coronel Quaritch.[34]

### Na'vi
- Zoë Saldaña és Neytiri, la princesa dels omaticaya, el clan na'vi de la història.[35] El personatge, com tots els na'vi, es va crear fent servir la captura de moviment i el seu aspecte visual és totalment generat per ordinador.[36] Saldaña també ha firmat per fer possibles seqüeles.[25]
- CCH Pounder és Mo'at, líder espiritual dels omaticaya, mare de Neytiri i esposa del líder de la tribu Eytukan.[37]
- Laz Alonso és Tsu'tey, hereu del lideratge dels omaticaya i, al començament de la pel·lícula, promès de Neytiri.
- Wes Studi és Eytukan, líder del clan, marit de Mo'at i pare de Neytiri.

## Producció

### Desenvolupament
El 1994 James Cameron escrigué 80 pàgines sobre Avatar, i segons els informes ho va fer en tan sols dues setmanes. Cameron digué que es va inspirar en tots els llibres de ciència-ficció que va llegir quan era nen, vist amb l'estil de les obres d'Edgar Rice Burroughs. L'agost del 1996, després d'acabar el rodatge de Titanic, anuncià la intenció de fer Avatar, on usaria imatges generades per ordinador en molts dels actors. El projecte costaria 100 milions de dòlars i hi hauria com a mínim 6 personatges principals. Digital Domain va ser des del principi l'empresa encarregada dels efectes especials, on Cameron hi està associat. La idea era començar amb la producció l'estiu del 1997 i acabar el 1999, no obstant això, segons Cameron la tecnologia no estava suficientment avançada per la seva visió de la pel·lícula i, per tant, es va ajornar uns quants anys.
El juny del 2005, Cameron va anunciar que treballava en un projecte que en principi es deia Project 880, juntament amb un altre projecte anomenat Battle Angel. El desembre d'aquell mateix any va anunciar que tenia previst llençar Battle Angel a mitjans del 2007 i Project 880 el 2009. El febrer del 2006 digué que havia canviat els seus plans, Project 880 s'estrenaria el 2007 i Battle Angel seria el 2009. Poc després indicà que Project 880 possiblement s'endarreria fins al 2008. Després de febrer, Cameron revelà que Project 880 era una versió remasteritzada d'Avatar, una pel·lícula que ja havia tractat anys enrere, citant avenços tecnològics com personatges generat per ordinador com en: Gollum, King Kong o en Davy Jones. Cameron trià Avatar en compte de Battle Angel després de completar una prova de cinc dies l'any anterior.
L'escrit que va fer Cameron anys enrere sobre Avatar va estar diversos anys corrent per Internet, però quan el projecte es va reprendre, es va eliminar de totes les webs. Entre el gener i l'abril del 2006, Cameron treballà en el guió juntament amb el Dr. Paul Frommer, lingüístic i director del Centre de Gestió de 
Comunicació de la Universitat del Sud de Califòrnia i qui desenvolupà, la cultura i la llengua dels na'vi, formada per unes 1000 paraules de les quals una trentena són inventades per Cameron. Els fonemes de la llengua són consonants ejectius (així com "kx" en "skxawng"), tret que es troba en llengües com l'amhàric a Etiòpia i la inicial "ng" que pot ser pressa del maori, parlat a Nova Zelanda.
Jodie S. Holt, professor en fisiologia vegetal de la Universitat de Califòrnia a Riverside juntament amb l'escenògrafa Sigourney Weaver van ser els encarregats de dissenyar les diferents plantes que apareixen a més d'explicar la connexió que tenen amb els na'vis.
El juliol del 2006, Cameron anuncià que estrenaria Avatar a mitjans del 2008 i que tenia previst començar amb la fotografia ja tenint tot el repartiment establert el febrer del 2007. L'agost següent, l'estudi d'efectes especials Weta Digital va firmar amb Cameron per ajudar a produir Avatar. Stan Winston, qui ja va col·laborar amb Cameron en el passat, el va ajudar en el disseny del film. El setembre del 2006 va fer públic que utilitzaria el seu propi sistema de càmeres per 3D, el qual funciona amb dues càmeres d'alta definició en una única càmera per així crear la percepció de profunditat.
El desembre del 2006, Cameron descrigué Avatar com a: «Una història futurista en un planeta 200 anys en el futur, en una jungla passada de moda amb una consciència ambiental i una narració amb un nivell mític». El gener del 2007 digué sobre la pel·lícula: «Avatar és també un viatge emocional de redempció i revolució. És la història d'un ex-marine ferit empès de mala gana a establir-se i explotar un planeta exòtic ric en biodiversitat, que finalment creua per portar a la raça indígena a una batalla per la supervivència» i «Estem creant un món sencer, amb un ecosistema complet de plantes i criatures fantasmagòriques i un poble natiu ric en llengua i cultura».
El pressupost estimat de la pel·lícula era d'entre 280 a 310 milions de dòlars, i 150 milions més en màrqueting. Van assenyalar que uns 30 milions en crèdits fiscals disminuiria l'impacte financer en l'estudi i els seus financeres, això no obstant, un portaveu de l'estudi, digué: «El pressupost de la pel·lícula és de 237 milions més 150 de promoció, fi de la història».
Cameron afirmà que si la pel·lícula tenia èxit faria dues seqüeles. En una entrevista feta el 2009, va explicar que l'arc argumental és tan gran que podria cobrir tranquil·lament dues pel·lícules més. També afirmà que la segona pel·lícula començaria just després de la primera i es basaria en els personatges d'en Jake i la Neytiri.

### Temes i inspiracions

A Avatar hi ha escenes de combat però també de pau. En aquesta escena, Jake Sully fa el crit de guerra moments abans de començar l'enfrontament.

Avatar és sobretot un viatge d'aventures, acció i d'autodescobriment en un context imperialista i biodivers. Cameron digué que Avatar compartia temes amb At Play in the Fields of the Lord i La selva esmaragda, en els quals es presenten un enfrontament entre dues cultures i civilitzacions, i va reconèixer una connexió amb Ballant amb llops on un soldat greument ferit canvia de bàndol al passar un temps en les línies enemigues i veure la injustícia que es comet.
En una entrevista feta a la revista Time el 2007, Cameron abordà el significat del nom de la pel·lícula responent a la pregunta: «Què és un avatar de totes maneres?» Cameron contestà: «És l'encarnació d'un dels déus hinduistes en forma de carn». En aquesta pel·lícula s'ensenya que la tecnologia humana del futur és capaç d'injectar una consciència humana en un cos biològic aïllat.

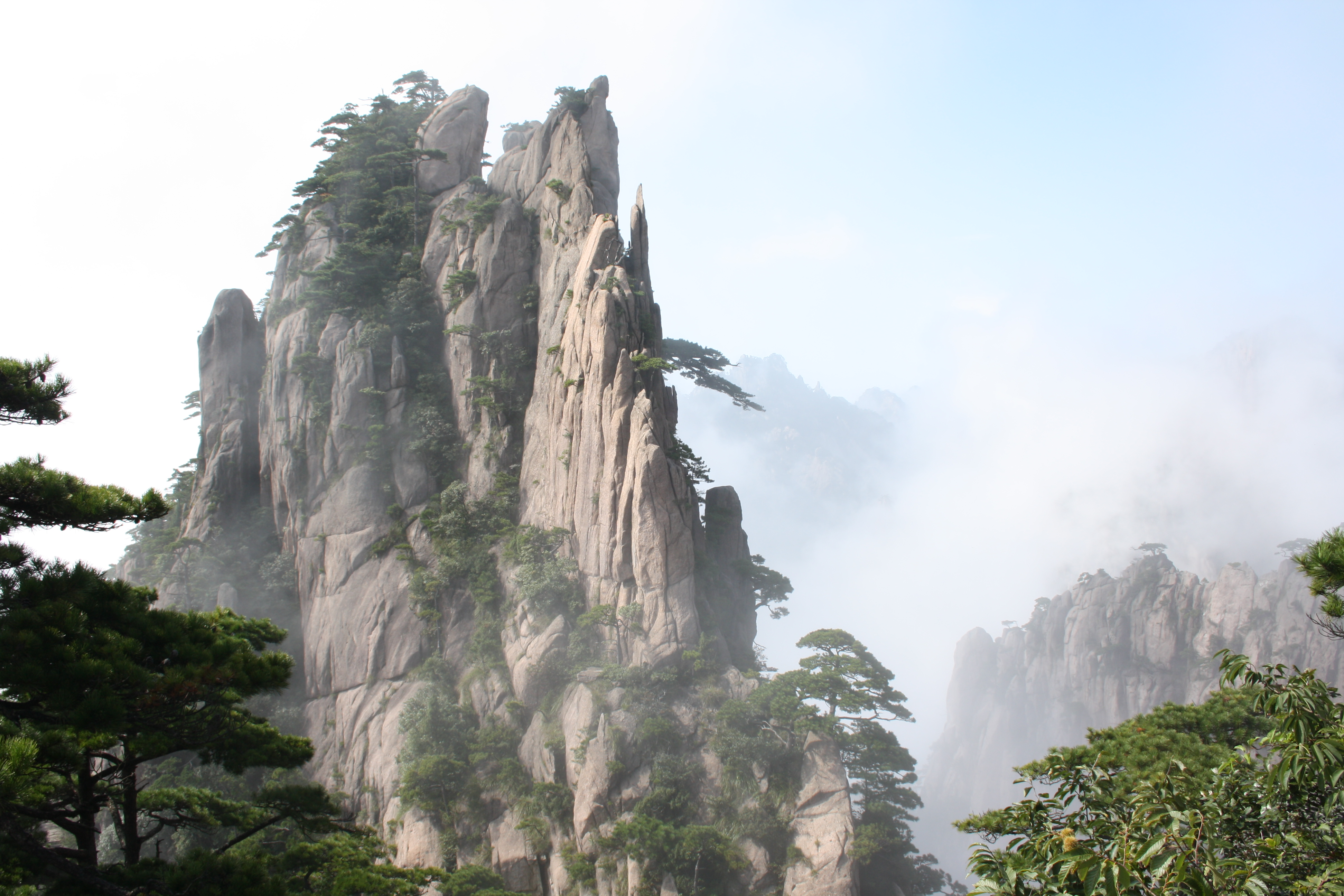
Les muntanyes penjant Hallelujah de Pandora, inspirades en les muntanyes Huang Shan de la Xina.

L'aspecte dels na'vis, està inspirat en un somni que va tenir la mare d'en Cameron anys enrere, cregué que la imatge d'unes criatures blaves de més de 3,5 metres podria ser molt atractiva. Així el 1976 o 1977, Cameron va fer el primer esbós sobre un planeta on la gent nativa feia més de 3,5 metres i eren de color blau; anys més tard, aquestes criatures es convertirien en els na'vis de Pandora. Cameron digué que simplement li agradava el blau i que tenia debilitat per les divinitats hinduistes.
«Tinc un respecte absolut als homes que tenen un sentit del deure, valor, però també sóc un nen dels anys 60. Hi ha una part de mi que vol posar una margarida a la final del canó de l'arma. Crec en la pau mitjançant la potència de foc superior, però en canvi m'avorreix l'abús de poder i el pas imperialisme disfressat de patriotisme. Algunes d'aquestes coses que vostè no pot augmentar sense ser anomenat patriòtic, però crec que és molt patriòtic a la pregunta d'un sistema que necessita ser acorralat, o es converteix a Roma».
Sobre la història d'amor entre en Jake i la Neytiri, Cameron reconeix que hi ha certes similituds amb la que hi havia entre en Jack i la Rose a Titanic. Les dues parelles provenen de dues cultures completament diferents i la seva relació no és ben vista per a tothom. «Tots dos s'enamoren, però han de lluitar per aquesta relació» digué Cameron. No obstant això, en Jake i la Neytiri, no s'enamoren a l'instant. Cameron va dir que Worthington i Saldaña (els actors que interpreten la parella) van tenir bona química durant el rodatge.
Cameron ha reconegut que Avatar critica implícitament la guerra d'Iraq i la naturalesa en general de la guerra mecanitzada. En referència a la utilització dels temes "xoc i pànic" a la pel·lícula, Cameron digué: «Sabem el que se sent, com per llençà els míssils. No sabem el que se sent per ells a la terra a la nostra terra, no a Amèrica». Això no obstant, en una entrevista que li van fer posteriorment va dir: «No és una pel·lícula antiamericana». En una escena de la pel·lícula es relata la destrucció de la Casa arbre dels omaticaya, que s'ensorra entre les flames després de l'atac de diversos míssils, cobrint el paisatges entre les brases i la pols. Quan li van preguntar sobre l'assemblança d'aquesta escena amb els Atemptats de l'11 de setembre a les Torres Bessones, Cameron digué que estava molt sorprès amb les similituds.

### Rodatge

Cameron, per rodar Avatar va fer ús d'un sistema de realitat augmentada anomenat "cambra virtual" per veure els resultats generats per ordinador en temps real.

El gener del 2007, la Fox anuncià que la pel·lícula es rodaria en 3D i amb 24 fotogrames per segon, ja que una pel·lícula en 3D necessita una major velocitat de quadre per a fer l'estroboscòpic menys notable. Cameron descriu el film com un híbrid entre el live-action i els personatges generats per ordinador, d'igual forma amb els decorats. «L'ideal seria que els espectadors no siguessin discernir el real del que no ho és.» digué Cameron. El director indicà que ja havia treballat quatre mesos abans amb escenes no gaire importants de la pel·lícula. El rodatge va començar l'abril del 2007, i es va dur a terme a diferents llocs de Los Angeles i Nova Zelanda. Les escenes d'acció en live-action van ser filmades amb una versió modificada de la propietat del sistema de càmeres Digital Fusion 3D, desenvolupat per Cameron i Vince Pace. D'acord amb Cameron, el 60% del film és dirigida per ordinador mentre que el 40% és live-action, així com les tradicionals miniatures. La companyia fotogràfica va estar un mes sobre Playa vista (Los Angeles) recollint el material necessari. A l'octubre, Cameron tenia previst anar a Nova Zelanda per 31 dies més per rodar les escenes de live-action.
Per crear la colònia minera a Pandora, els dissenyadors de producció van visitar la plataforma Noble Clyde Boudreaux al golf de Mèxic el juny del 2007. Van fotografiar, mesurar i filmar tots els aspectes de la plataforma, que va ser reproduïda a la pantalla. Més de mil persones van treballar a la producció. Cameron envià l'elenc d'Avatar a una expedició a la selva en un campament d'exercicis abans de començar amb el rodatge.
Per rodar les escenes on hi ha persones que interaccionen amb imatges generades per ordinador, Cameron usà una càmera única anomenada "SimulCam A", una fusió de la càmera de 3-D i la dels sistemes de càmera virtual. Mentre que la pel·lícula d'acció en viu en temps real amb el "SimulCam", les imatges CGI capturades amb la càmera virtual o dissenyada des de zero, se superposen a les imatges d'acció en viu i es mostren en una pantalla petita, fent possible que el director pogués veure l'escena ja amb els efectes incorporats a l'instant.

### Efectes especials
«Aquesta forma de creació et permet canviar un arbre, una muntanya, el cel o l'hora del dia, un té el control absolut de tots els elements».
El desembre del 2006, Cameron explicà que el retard de la producció de la pel·lícula que estava aturada des de la dècada del 1990 era perquè la tecnologia cinematogràfica encara no estava prou desenvolupada. El director tenia previst crear fotos-realistes per ordinador a través de la captura de moviments, una tecnologia en la qual treballava des dels últims 14 mesos. A diferència del sistema anterior, ara a l'entorn digital se li afegeix el moviment dels actors que han estat capturats pel nou sistema de càmera virtual d'en Cameron, permetent-li observar directament en un monitor els homòlegs virtuals dels actors interaccionar en el món digital de la pel·lícula a temps real i ajustar i dirigir les escenes com si el que viés fos real. «És com un gran motor de videojoc de gran abast. Si vull posar-me a volar per l'espai o canviar la meva perspectiva, ho puc fer. Puc convertir l'escena en una miniatura i després fer-la créixer en una escala 50 a 1.»

Cameron ha estat pioner en dissenyar una càmera en un auge de 6-polzades, que permet capturar les expressions facials dels actors i gravar-les digitalment per al seu ús posterior pels animadors.

Cameron tenia previst continuar amb el desenvolupament dels efectes especials d'Avatar, que esperava ser llençat a mitjans del 2009. Va donar l'oportunitat als seus col·legues directors Steven Spielberg i Peter Jackson a provar la nova tecnologia. Spielberg i George Lucas també van poder visitar el set per veure a Cameron en directe amb l'equip.
Altres innovacions tecnològiques inclouen "El Volum" un sistema de captura sis vegades més potent que qualsevol utilitzat prèviament i un mètode millorat en la captura dels moviments facials. Per aconseguir això últim els actors porten una de gorra amb una càmera que els grava la cara en tot moment, seguidament la informació rebuda per la càmera és transmesa a un ordinador que ho transforma en una imatge. Segons Cameron, aquest mètode permet transferir el 95% de les expressions facials dels actors cap als seus homòlegs digitals. A més d'un món virtual en temps real, l'equip va experimentar amb una forma que permetia als personatges generats per ordinador interaccionar amb actors reals en un veritable joc d'acció en viu durant la filmació.
La principal companyia d'efectes especials, Weta Digital situada a Wellington, Nova Zelanda, va arribar a donar feina fins a 900 persones. Per fer Avatar, Weta Digital utilitzà una àrea de 10.000 metres quadrats de servidors fent ús de 4.000 servidors Hewlett-Packard, amb 35.000 processadors de nucli. Aquest ordinador ocupa la 193-197a posició a la llista TOP500 dels superordinadors més potents del món. La creació dels na'vis i el món virtual de Pandora requereix més d'un petabyte d'emmagatzematge digital, i cada minut del metratge final d'Avatar ocupa 17,28 gigabytes d'emmagatzematge. Per ajudar a acabar de preparar les seqüències d'efectes especials en temps, un nombre d'altres empreses van ser portades a bord, incloent Industrial Light & Magic, que va treballar al costat de Weta Digital per crear les seqüències de batalla. ILM va ser responsable dels efectes visuals de molts dels vehicles especialitzats de la pel·lícula i va dissenyar una nova forma de fer explosions CGI. Joe Letteri va ser el supervisor d'efectes visuals en general.

### Música i banda sonora
El compositor de la pel·lícula és James Horner, qui ja havia treballat en dues ocasions amb Cameron, en Aliens i Titanic, gravà parts de la partitura amb el cant d'un petit cor en l'idioma del na'vis el març del 2008. També ha treballat amb Wanda Bryant, etnomusicòleg, per crear una cultura de la música per la raça dels na'vis. Les primeres sessions de qualificació es van celebrar la primavera de 2009. La cantant britànica Leona Lewis va ser escollida per interpretar el tema principal anomenat I See You. Un video musical, dirigit per Jake Nava, es va estrenar a MySpace el 15 desembre 2009.
Llista de les peces:
| #    | Nom                                                      | Durada |
| ---- | -------------------------------------------------------- | ------ |
| 1.-  | "You Don't Dream in Cryo. …."                            | 6:09   |
| 2.-  | "Jake Enters His Avatar World"                           | 5:24   |
| 3.-  | "Pure Spirits of the Forest"                             | 8:49   |
| 4.-  | "The Bioluminescence of the Night"                       | 3:37   |
| 5.-  | "Becoming One of "The People" Becoming One with Neytiri" | 7:43   |
| 6.-  | "Climbing Up "Iknimaya - The Path to Heaven""            | 3:18   |
| 7.-  | "Jake's First Flight"                                    | 4:49   |
| 8.-  | "Scorched Earth"                                         | 3:32   |
| 9.-  | "Quaritch"                                               | 5:01   |
| 10.- | "The Destruction of Hometree"                            | 6:47   |
| 11.- | "Shutting Down Grace's Lab"                              | 2:47   |
| 12.- | "Gathering All the Na'vi Clans for Battle"               | 5:14   |
| 13.- | "War"                                                    | 11:21  |
| 14.- | "I See You (Tema d'Avatar)"                              | 4:20   |
| 15.- | "Into the Na'vi World (Bonus)"                           | 1:35   |

## Màrqueting

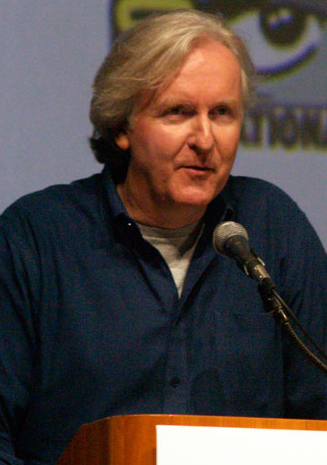
Cameron promovent Avatar en la ComicCon 2009.

Cameron, el productor Jon Landau, Zoë Saldaña, Stephen Lang i Sigourney Weaver van aparèixer en un panell, moderat per Tom Rothman, el 23 de juliol a la ComicCon 2009, en un curtmetratge de 25 minuts, en format Dolby 3D. Weaver i Cameron van aparèixer en panells addicionals per promoure la pel·lícula, els dies 23 i 24 respectivament. El 21 del mateix mes es va estrenar públicament l'anunci de la pel·lícula en tots els formats, en aquell dia també s'ensenyà el tràiler oficial del videojoc i la línia de joguines de la pel·lícula.
El tràiler de 129 segons va ser llançat en línia el 20 d'agost de 2009. El de 210 segons es va estrenar en cinemes el 23 d'octubre del mateix any, poc després es va estrenar en línia per Yahoo! el 29 del mateix any amb crítiques positives. Una versió ampliada en IMAX 3D va obtenir novament una bona crítica. La The Hollywood Reporter va indicar que les expectatives van ser acolorides pel "mateix escepticisme establert que va precedir Titanic" i va suggerir que la mostra reflectia el desig d'explicar històries originals. L'anunci penjat a Internet ha estat el més vist en tota la història del màrqueting d'una pel·lícula on a Appel.com ha rebut més de 4 milions de visites. El 30 d'octubre es va celebrar l'obertura del primer cinema en 3D del Vietnam, la FOX va permetre a Megastar Cinema emetre en exclusiva 16 minuts de la pel·lícula a un nombre determinat de premsa.
L'1 de novembre es va fer un anunci en viu de tres minuts i mig durant un partit de futbol americà dels Dallas Cowboys al Cowboys Stadium, Arlington, Texas, a la pantalla Diamond Vision, la més gran del món, el partit i amb ell l'anunci va ser transmès per la FOX. És l'anunci d'una pel·lícula més llarg que s'ha retransmès mai.
The Coca-Cola Company va col·laborar amb la FOX per promoure una campanya mundial sobre la pel·lícula. El punt culminant de la campanya va ser la web AVTR.com. Especialment marcant ampolles i llaunes de Coca-Cola Zero, davant d'una webcam, permeten als usuaris interaccionar amb al web de 3D utilitzant característiques de realitat augmentada (AR).
El film va ser molt promocionat a la sèrie de Bones, de la FOX, al capítol "The Gamer In The Grease" (Temporada 5, Capítol 9), on l'actor d'Avatar Joel David Moore, apareix com un fan ansiós per veure la pel·lícula.

### Llibres
Avatar: A Confidential Report on the Biological and Social History of Pandora (Avatar: Un informe confidencial sobre la història biològica i social de Pandora) de 224 pàgines (en la versió anglesa), és un llibre-guia de camp de ficció sobre Pandora, va ser publicat per HarperCollins el 24 de novembre de 2009. Es presenta com un recull de les dades recollides pels humans sobre Pandora i la vida en ella, escrit per Maria Wilhelm i Dirk Mathison. HarperFestival també va publicar Wilhelm's de 48 pàgines i James Cameron's Avatar: The Reusable Scrapbook (James Cameron's Avatar: El bloc de notes reusable) per a nens. The Art of Avatar: James Cameron's Epic Adventure (L'art d'Avatar: L'èpica aventura de James Cameron) publicat el 30 de novembre de 2009 per Abrams Books. El llibre compta amb il·lustracions detallades de la producció de la pel·lícula, incloent la producció d'esbossos, il·lustracions (de Lisa Fitzpatrick), i fotogrames de la pel·lícula. El productor John Landau va escriure el pròleg, Cameron l'epíleg, i el director Peter Jackson el prefaci.
En una entrevista del 2009, Cameron va dir que planejava escriure una nova versió d'Avatar algun temps després d'haver lliurat la pel·lícula.

### Videojocs
El 2007 Cameron va triar Ubisoft Montreal per crear Avatar: el joc. Els cineastes i els desenvolupadors del joc van col·laborar en gran manera. Cameron va decidir incloure alguns dels vehicles d'Ubisoft i dissenys de criatures a la pel·lícula. James Cameron's Avatar: The Game (James Cameron Avatar: El joc) va sortir a la venda l'1 de desembre del 2009 per les consoles: PS3, Xbox 360, Wii, Nintendo DS, iPhone), Microsoft Windows i el 9 de desembre per la PSP.

### Figures d'acció
Mattel anuncià el desembre del 2009 que treuria una sèrie de figures d'acció d'Avatar. Cada una d'aquestes figures d'acció es farà amb una etiqueta 3D Web anomenada i-TAG, la qual els consumidors podran escanejar utilitzant una càmera web, revelant a la pantalla un contingut únic propi de cada tipus de figura. També hi ha una sèrie de sis figures diferents sobre els personatges de la pel·lícula distribuïts pels Happy Meals dels McDonald's als Estats Units, Argentina, Brasil, Canadà, Veneçuela i la Xina continental.

## Rebuda

### Projecció als cinemes
Avatar va ser preestrenada a Londres el 10 de desembre del 2009 i a la resta del món el 18 del mateix mes. No obstant això, estava previst estrenar-la el 22 de maig d'aquell mateix any, però el rodatge es va ajornar per donar més temps a la postproducció i per poder instal·lar en els cinemes de tot el món els projectors de 3D. Cameron afirmà que la relació d'aspecte de la pel·lícula seria de 1.78:1 projeccions per a la de 3D i de 2.39:1 per a la de 2D. La primera fotografia de la pel·lícula es va realitzar el 14 d'agost del 2009. La revista Empire va publicar en exclusiva, imatges de la pel·lícula en el seu número d'octubre.
Avatar va ser estrenada en un total de 3.457 cinemes als EUA, dels quals 2.032 la van projectar en 3D. Interacionalment, s'ha projectat en 14.604 cinemes repartits per 106 països, dels quals 3.671 han estat en 3D (Produint el 56% dels ingressos en el seu primer cap de setmana). La pel·lícula va ser presentada simultàniament en format IMAX-3D en 178 sales de cinema dels Estats Units. El llançament internacional d'IMAX-3D inclou 58 sales de cinema el mateix dia de l'estrena, i 25 sales de cinema més que es van afegir en els setmanes pròximes. Posteriorment, s'han anat afegint cinemes amb el format IMAX fins a haver-hi un total de 261 per tot el món, superant l'anterior rècord que sostenia Harry Potter i el misteri del Príncep amb un total de 161 en els Estats Units i 70 més per la resta del món.

### Taquilla
Avatar va aconseguir recaptar 3.537.000 dòlars amb les projeccions emeses durant la mitjanit del dia de la seva estrena als Estats Units i el Canadà. La pel·lícula va recaptar 26.752.099 dòlars el seu primer dia i 77.025.481 durant el primer cap de setmana, sent així la segona pel·lícula amb millor arrencada (als Estats Units) d'un desembre per sota de Sóc llegenda (77.211.321 $), i la 28a de tot l'any, malgrat una tempesta de neu que va cobrir la costa est dels Estats Units i pel que sembla va afectar els resultats del cap de setmana d'obertura, especialment en ciutats amb gran taquilla com Washington o Nova York. L'obertura IMAX també va trencar rècords de taquilla, amb 178 sales de cinema generant aproximadament 9,5 milions, el 13% dels ingressos la pel·lícula.
Internacionalment la pel·lícula també va tenir una forta rebuda on 6 països més van recaptar més de 10 milions de dòlars el seu primer cap de setmana: Rússia (20,8 milions en 1.327 sales), França (20,3 milions en 1.083 sales), el Regne Unit (14,1 milions en 1.130 sales), Alemanya (13,2 milions en 1.128 sales), Austràlia (11,9 milions en 588 sales) i Corea del Sud (11,4 milions en 860 sales). Mundialment, s'estima que en els cinc primers dies els ingressos van ser de 232.180.000 dòlars, la novena major obertura de cap de setmana en xifres brutes de tots els temps, i la més gran per una pel·lícula que no forma part d'una franquícia o seqüela. A nivell internacional 58 pantalles IMAX van generar uns 4,1 milions de dòlars durant el primer cap de setmana.
Els ingressos de la pel·lícula van disminuir en un mer de l'1,8% en el seu segon cap de setmana en els mercats nacionals, guanyant 75.617.183 dòlars, romanent-se en el primer lloc a la taquilla. La pel·lícula va trencar amb el rècord que tenia The Dark Knight sobre la major taquilla en la segona setmana d'estrena. La pel·lícula va experimentar un altre petit descens en els seus ingressos durant el tercer cap de setmana, sent de 68.490.688 dòlars, tot i així continuava sent la més taquillera, superant així la pel·lícula més taquillera de la història en la seva tercera setmana d'estrena amb 45.036.912, marca que sostenia Spiderman. En el 19è dia del llançament internacional de la pel·lícula, es va passar la marca dels 1.000 milions, sent a més, la més ràpida en superar aquesta xifra. La pel·lícula també va batre rècords en les seves primeres setmanes del seu llançament a la Xina, amb la setmana de major obertura i el dia de major recapta de tots els temps. En el quart cap de setmana, Avatar va continuar amb la seva ratxa, liderant la taquilla del país per quarta vegada consecutiva, aquesta vegada amb uns ingressos de 50.306.217 dòlars (el rècord anterior el tenia Titanic del mateix James Cameron, amb 28.716.310 dòlars). En la cinquena setmana, que va ser en el Dia de Martin Luther King, i per tant, hi ha haver un pont de quatre dies, es van recaptar uns 54.600.000 dòlars. Avatar es va convertir en la primera pel·lícula més taquillera en la majoria dels caps de setmana des de The Sixth Sense del 1999.
El 25 de gener del 2010, Avatar es va convertir en la pel·lícula més taquillera de tots els temps, superant Titanic, també de James Cameron, que sustentava el rècord des de feia dotze anys amb una xifra de 1.843.201.268 dòlars. Aquell dia es va convertir en la segona pel·lícula més taquillera de tots els temps als Estats Units i el Canadà, segons les estimacions de Box Office Mojo, si s'ajusta la inflació que hi ha hagut en els últims anys, Avatar seria la 26a pel·lícula més taquillera. Internacionalment, Avatar s'ha tornat en la pel·lícula més taquillera en 27 països: Xina, Rússia, Austràlia, Espanya, Hong Kong, Colòmbia, República Txeca, Xile, Portugal, Singapur, Ucraïna, Hongria, Emirats Àrabs Units, Romania, Bulgària, Eslovènia, República Dominicana, Letònia, Sèrbia, Àfrica oriental i Occidental, Qatar, Jordània, Jamaica, Bahrain, Brasil, Taiwan i Regne Unit. És la primera pel·lícula a obtenir més de 100 milions a través del format IMAX, superant Transformers: Revenge of the Fallen com a la pel·lícula més taquillera del 2009 als Estats Units. Box Office Mojo estima que després d'ajustar la inflació Avatar seria la 17a pel·lícula més taquillera de tots els temps en els Estats Units i Canada. En total s'han venut uns 60 milions d'entrades ambdós països, un èxit de taquilla tant com va ser en el seu moment: El senyor dels anells: El retorn del rei, The Passion of the Christ, Spider-Man 2 o Star Wars Episodi III: La Venjança dels Sith.

### Crítica
La pel·lícula ha rebut crítiques generalment positives per part dels crítics de cinema. A Rotten Tomatoes el 82% dels 246 crítics professionals que els formen li donaren una crítica positiva de la pel·lícula amb una mitjana de qualificació de 7,4 sobre 10. Entre el Top Critics de Rotten Tomatoes que consta dels crítics populars i notables dels principals diaris, llocs web, programes de televisió i ràdio, la pel·lícula manté un índex d'aprovació general del 94%, basat en una mostra de 35 informes. A consens general, "Podria ser més impressionant a nivell tècnic així com un tros de la narrativa, però Avatar reafirma l'habilitat singular de James Cameron per rodar de manera imaginativa i absorbent."
Roger Ebert del Chicago Sun-Times digué: «[…] Extraordinària[…] Mirant Avatar, he sentit alguna cosa similar al que vaig sentir en veure Star Wars el 1977.[…] No és només un entreteniment sensacional, és un avanç de la tècnica.» A. O. Scott d'At The Movies també ha fet una comparació amb el primer cop que va veure Star Wars i digué: «El guió és una mica previsible però és part de la feina feta.» Kirk Honeycutt del The Hollywood Reporter també va donar una crítica positiva: «[Cameron] porta al cinema de la ciència-ficció al segle XXI amb la meravella enlluernadora que és Avatar.[…] Cada bit de tecnologia d'Avatar serveix a un propòsit encara més gran; a una profunda història d'amor.» El crític de cinema Peter Travers a al Rolling Stone li donà una puntuació de 3,5 sobre 4 i escrigué: «S'estén per totes les possibilitats de les quals opta una pel·lícula. El talent d'en Cameron és tan gran com els seus somnis.» Richard Corliss de la revista Time digué: «Sense dubte la més vívida i convincent en la creació d'un món de fantasia mai vist en la història de les imatges en moviment.» Kenneth Turan de Los Angeles Times la descrigué com a "poderosa" però de "diàleg pla" i amb una "caracterització òbvia". James Berardinelli, critic cineasta de ReelViews, elogià la pel·lícula i la seva història, i li va donar una puntuació de 4 sobre 4 i digué: «És en 3D - però amb els elements de la pel·lícula tradicional - la història, el caràcter, l'edició, el tema, la ressonància emocional, etc - es presenten amb prou experiència per fer que fins i tot la versió 2D continuïn sent dues hores i mitja fascinants.»
Els temes subjacents social i polític d'Avatar van cridar l'atenció. Armond White del New York Press escrigué que Cameron usava personatges malvats estatunidencs per tergiversar les facetes militarista, imperialista i capitalista del seu país. Evo Morales, president de Bolívia va lloar la pel·lícula mostrant la seva "profunda de resistència al capitalisme i la lluita per la defensa de la natura". Russell D. Moore del The Christian Post va arribar a la conclusió que existia propaganda a la pel·lícula i va declarar: «Si vostè pot aconseguir que una sala plena de persones a Kentucky, es posi dreta i aplaudeixi la derrota del seu país a la guerra, llavors vostè té alguns sorprenents efectes especials». Adam Cohen del The New York Times va ser més positiu, anomenant-la antiimperialista afegint: «Una versió del segle XXII de la revolució americana contra els britànics, l'Índia contra el Raj Britànic o llatinoamèrica contra la United Fruit Company». Ross Douthat de The New York Times descrigué la pel·lícula com «una llarga apologia del panteisme de Cameron» i «ha estat la religió de Hollywood que escull una nova generació». Annalee Newitz d'io9 conclou que Avatar és una altra pel·lícula que té la recurrència de la fantasia sobre la raça on un noi blanc destaca i es converteix en el més impressionant en una cultura de no blancs. Michael Phillips del Chicago Tribune digué d'Avatar recorda la ideologia del test de Rorschach.
Els crítics, a més a més, van esmentar certa similitud amb altres pel·lícules o obres literàries. Ty Burr del The Boston Globe digué: «És la mateixa pel·lícula que Ballant amb llops.» Hi ha conceptes paral·lels en la història de la pel·lícula amb la novel·la curta de Poul Anderson Call Me Joe on un home paralític utilitza a través de la ment un cos alienígena creat artificialment. Altres comentaris l'han comparat amb les pel·lícules: FernGully: The Last Rainforest i Pocahontas. Al programa Morning Edition de la NPR compara la pel·lícula amb un muntatge de Trope, amb un amic d'un editor que indica que Avatar es va fer mitjançant la barreja d'un munt de guions de cinema en una liquadora. En una vena similar, el columnista David Brooks, al The New York Times, descriu la història com "repetida". En aquest trope, va afirmar: «un jove aventurer viril … entra al desert a la recerca d'emocions i sense ànim de lucre», però opina que la gent nativa de la selva «noble i espiritual i pura. … I així sorgeix com el seu Messies, portant-los a una croada justa contra la seva civilització podrida pròpia». Cameron va reconèixer que la temàtica de la pel·lícula és similar als clàssics "anar-natiu" Ballant amb llops i At Play in the Fields of the Lord.
Sectors del cinema independent han criticar durament la pel·lícula per la seva falta d'imaginació en el guió. Javier Ocaña de El País escrigué: «La involució artística. […] A Cameron se li ha oblidat la història que volia explicar. O no donava per a més .[…] Si aquest és el camí que portarà el cinema a partir d'ara, que el parin, que jo em baixo». Luciano Monteagudo de Página/12: «… es podria pensar que a Avatar l'espectacularitat tècnica és inversament proporcional a la seva elementalitat dramàtica. Potser mai hi va haver tants recursos econòmics, tant desplegament material, tant talent, fins i tot, al servei de tan poca substància … els moments purament d'acció llueixen irreprotxables, tota la resta en canvi sembla més aviat vulgar, pedestre, fins i tot cursi». A la crítica de 20 minutos: «[Avatar] no és la pel·lícula inaugural de nosequé que vaticinaven les cròniques […] és previsible del primer a l'últim pla, i a més es presta a disseccions de tòpic: "Pocahontas" + "Ballant amb llops" en clau sideral, ni més ni menys».
El blog de cinema /Film acumula una llista de citacions sobre Avatar de catorze escriptors i directors de Hollywood. De Steven Spielberg: «El més evocador i sorprenent en una pel·lícula de ciència-ficció des de Star Wars». Frank Wilton Marshall: «Avatar és un film audaç i molt inspirador. És realment extraordinari». Richard Kelly l'anomenà simplement "increïble". John August la va qualificar de "classe magistral". Michael Moore recomana: «Aneu a veure Avatar, una pel·lícula brillant dels nostres temps». L'única reacció negativa a la llista és de Duncan Jones: «No està entre les meves tres pel·lícules de Jim Cameron. […] En quin punt de la pel·lícula hi ha el dubte de què passarà ara?».

### Reaccions
Avatar ha despertat diverses reaccions i declaracions des d'algunes agrupacions polítiques, socials i religioses. L'organització comuniste de Sant Petersburg va difondre un comunicat per Internet en el que exigien a la fiscalia russa que dictés una ordre de crida i cerca contra el cineasta James Cameron, a qui acusaven d'haver-se apropiat de diverses idees de la ciència-ficció soviètica per crear tota la vida del planeta Pandora. A més afirmaven que la pel·lícula formava part d'un pla organitzat per l'administració del president estatunidenc Barack Obama per millorar la imatge del país en qüestions mediambientals, enfosquit durant el mandat de George W. Bush. Al costat de tot això, la secretària del comitè de la regió de Kirov, Liubov Kalashnitsina, va declarar que «els adolescents s'espanten en veure aquestes cares blaves, fruit de la imaginació malaltissa de Cameron, no poden dormir a les nits, no descansen i en conseqüència posen nerviosos als seus pares».
Els diferents mitjans de comunicació del Vaticà van dedicar una àmplia cobertura a l'anàlisi de la pel·lícula, acusant principalment de promoure el culte a la natura com a substitut de la religió. El diari L'Osservatore Romano descriu el film com «una superficial paràbola antiimperialista i antimilitarista que no té veritables emocions, emocions humanes» i va dir que «està inundat d'un espiritualisme vinculat al culte a la natura». De manera similar, a Ràdio Vaticà afirmaven que «enginyosament li pica un ull a totes aquestes pseudo-doctrines que converteixen l'ecologia en la religió del mil·lenni» i que la pel·lícula no passaria a la història del cinema.
Diverses associacions i mitjans antitabac van mostrar el seu malestar cap Avatar, argumentant principalment que l'aparició del tabac en la pel·lícula influeix en els adolescents per tal que prenguin l'hàbit de fumar. En una entrevista concedida al diari The New York Times, Stanton A. Glantz, director del Centre per al Control del Tabac a la Universitat de Califòrnia, va declarar que era «com si algú posa un munt de plutoni en el subministrament d'aigua» en referència a les escenes en les que el personatge interpretat per Sigourney Weaver fuma durant la pel·lícula. El lloc web Scenesmoking.org, que controla el tabac que apareix en el cinema, va donar a Avatar la qualificació de «pulmó negre» per mostrar una representació inacceptable del tabac. James Cameron va respondre a aquestes declaracions que en cap moment havia pretès que el personatge de Weaver fos un model per als adolescents, perquè ella «és grollera, diu paraulotes, beu, fuma», el que considera un «hàbit fastigós», i «no es preocupa pel cos humà, només pel seu avatar, la qual cosa és un comentari negatiu sobre la gent que en el nostre món real viu massa en els seus avatars, és a dir, en línia i en videojocs».
Tan sols quinze dies després de la seva estrena a la Xina, el govern va ordenar la retirada d'Avatar de la majoria dels seus 4.500 cinemes, sent tan sols 550 els que podrien exhibir la pel·lícula i totes elles en 3D. Si bé els motius no van ser aclarits en un principi, el diari Daily Apple de Hong Kong assegurava que es devia al fet que la pel·lícula acaparava gran part del mercat de les pel·lícules nacionals a causa dels seus alts ingressos, ja que la seva trama podria incitar a la revolució i a la violència de l'audiència. A Internet i en columnes d'opinió d'altres diaris xinesos, diversos comentaristes van fer referència als ciutadans del país que havien patit brutals desnonaments a mans de constructores, ja que això podria identificar-se amb la situació que pateixen els na'vi a la pel·lícula, incitant-los a lluitar i protegir les seves llars. Poc després, un representant del govern xinès va desmentir aquests rumors i va indicar que «es retirava a petició dels propietaris dels cinemes» a causa del seu descontentament pels resultats obtinguts d'aquelles còpies que no estaven en tres dimensions.

### Premis
Avatar va rebre quatre nominacions a la 67a edició dels premis Globus d'Or, gala en què el mateix protagonista de la pel·lícula, Sam Worthington, va ser un dels presentadors. Entre les candidatures s'incloïen les de «Millor banda sonora» i «Millor cançó original» per "I See You", interpretada per la cantant Leona Lewis, i les de «Millor pel·lícula dramàtica» i «Millor director», resultant guanyadora en aquestes dues últimes categories. La pel·lícula va optar també a nou guardons en la 15a edició dels premis Critics' Choice atorgats per la Broadcast Film Critics Association, aconseguint finalment el de «Millor pel·lícula d'acció» i cinc dedicats als aspectes tècnics: «Millor fotografia», «Millor direcció d'art», «Millor edició del so», «Millors efectes visuals» i «Millor so». També va ser nominada pel César a la millor pel·lícula estrangera
L'associació de crítics de cinema online de Nova York, premià Avatar com «Millor pel·lícula» abans de la seva estrena, mentre que el Cercle de crítics de cinema de Phoenix li va atorgar els premis de «Millor fotografia», «Millor muntatge», «Millor disseny de producció» i «Millors efectes especials», a més d'incloure en la seva particular llista de les deu millors pel·lícules de l'any.
A principis de gener del 2010, els diferents gremis cinematogràfics d'Amèrica van donar a conèixer les nominacions als premis que lliuren anualment. James Cameron va ser presentat com a candidat al premi DGA, concedit al millor director de l'any pel Sindicat de Directors dels Estats Units, i als premis del Sindicat de Guionistes, en la categoria de millor guió original. De la mateixa manera, Avatar va ser seleccionada com a candidata a «Millor pel·lícula» en els premis del Sindicat de Productors. A mitjan mes, la British Academy of Film and Television Arts va donar a conèixer a aquells candidats que optaven als premis BAFTA en la seva 63a edició, entre ells Avatar amb vuit nominacions: «Millor pel·lícula», «Millor director», «Millor música original», «Millor fotografia», «Millor muntatge», «Millor so», «Millor disseny de producció» i «Millors efectes visuals», dels quals només ha guanyat els dos últims.
El 2 de febrer del mateix any es van anunciar les nominacions de la 82a edició dels premis Oscar de l'Acadèmia de les Arts i les Ciències Cinematogràfiques de Hollywood, on Avatar entra com la pel·lícula més competidora de totes pel seu alt pressupost i la gran taquilla obtinguda, ha estat nomenada a nou oscars: «Millor pel·lícula», «Millor director», «Millor muntatge», «Millor banda sonora», «Millor so», «Millor edició de so», «Millor fotografia», «Millor direcció d'art» i «Millors efectes visuals», dels quals només ha guanyat els tres últims
Premis Oscar
| Categoria                      | Receptor/s                                                             | Resultat   |
| ------------------------------ | ---------------------------------------------------------------------- | ---------- |
| A la millor pel·lícula         |                                                                        | Nominada   |
| Al millor director             | James Cameron                                                          | Nominat    |
| A la millor fotografia         | Mauro Fiore                                                            | Guanyador  |
| Al millor muntatge             | James Cameron John Refoua Stephen E. Rivkin                            | Nominats   |
| A la millor banda sonora       | James Horner                                                           | Nominat    |
| A la millor direcció artística | Rick Carter Robert Stromberg Kim Sinclair                              | Guanyadors |
| Al millor so                   | Christopher Boyes Gary Summers Andy Nelson Tony Johnson Addison Teague | Nominats   |
| A la millor edició del so      | Christopher Boyes Gwendolyn Yates Whittle                              | Nominats   |
| Als millors efectes visuals    | Joe Letteri Stephen Rosenbaum Richard Baneham Andrew R. Jones          | Guanyadors |

Globus d'or
| Categoria                         | Receptor/s                              | Resultat   |
| --------------------------------- | --------------------------------------- | ---------- |
| A la millor pel·lícula dramàtica  |                                         | Guanyadora |
| Al millor director                | James Cameron                           | Guanyador  |
| A la millor banda sonora original | James Horner                            | Nominat    |
| A la millor cançó original        | James Horner Simon Franglen Kuk Harrell | Nominats   |

Premis BAFTA
| Categoria                   | Receptor/s                                                             | Resultat   |
| --------------------------- | ---------------------------------------------------------------------- | ---------- |
| Millor pel·lícula           |                                                                        | Nominada   |
| Millor Direcció             | James Cameron                                                          | Nominat    |
| Millor Fotografia           | Mauro Fiore                                                            | Nominat    |
| Al millor muntatge          | James Cameron John Refoua Stephen E. Rivkin                            | Nominats   |
| Millor Música               | James Horner                                                           | Nominat    |
| Millor disseny de producció | Rick Carter Robert Stromberg Kim Sinclair Sandy Reynolds Wasco         | Guanyadors |
| Al millor so                | Christopher Boyes Gary Summers Andy Nelson Tony Johnson Addison Teague | Nominats   |
| Millors Efectes Visuals     | Joe Letteri Stephen Rosenbaum Richard Baneham Andrew R. Jones          | Guanyadors |

## Seqüeles
El 2006, Cameron afirmà que si Avatar tenia èxit, en faria dues seqüeles. En resposta a l'èxit financer de la pel·lícula, Cameron va confirmar que hi haurà una seqüela, si bé el desenvolupament i noms encara no han estat discutits.
Cameron ha declarat que l'arc de la història desenvolupada per Avatar és prou gran com per cobrir les quotes del cinema futur, una cosa que havia planejat des del principi, anant tan lluny com per incloure algunes escenes a la pel·lícula que condueixen a la seqüela. La primera seqüela tindria lloc després dels esdeveniments de la primera pel·lícula, i continuarà seguint els personatges d'en Jake i la Neytiri. Stephen Lang, en el paper de Coronel Milers Quaritch, creu que el seu personatge podria dir: "Creus que les dues fletxes al pit se'n podrien tornar enrere?" Lang mateix contestà la pregunta a la revista Entertainment Weekly: «No hi ha res tant llarg com la meva cadena d'ADN.»
El 2022 es va estrenar la seqüela de la pel·lícula, Avatar: El sentit de l'aigua, amb doblatge en català.

## Tecnologia utilitzada
Més de tres mil efectes especials, sofisticats mètodes de captura de moviment i noves càmeres de visió estereoscòpica van donar com a resultat la pel·lícula Avatar. Imatges virtuals i reals es fusionen per crear un món fantàstic en el qual l'espectador pot submergir-s'hi.

### Il·lusió i realitat
Avatar conté milers d'efectes especials i, aproximadament, un 60% d'animació gràfica generada per ordinador i un 40% d'acció real.
El 2007 es va iniciar amb el rodatge principal dels actors reals, usant el sistema de càmeres Fusion 3D. Posteriorment, es va passar al procés de generació d'imatges per ordinador.
Per a la creació de la colònia d'humans de Pandora, els dissenyadors de producció van fotografiar, filmar i van mesurar cadascuna de les dependències d'una plataforma de perforació al golf de Mèxic, que posteriorment van ser reproduïdes per ordinador de forma fotorrealista.
L'empresa Stan Winston Studios va ser l'encarregada del disseny artístic dels na'vi, els personatges d'Avatar.

### Atrapar el moviment
El moviment tan natural dels personatges és aconseguit gràcies a la captura de moviment. Aquesta tècnica, també anomenada Motion Capture o Mo Cap, consisteix en l'emmagatzematge de moviments digitalment a partir d'un conjunt de hardware i software que aconsegueix digitalitzar el moviment de les persones i d'aquesta manera poder reproduir aquests mateixos a través d'una sèrie de marcadors, que de la mateixa manera que la càmera estereoscòpica virtual 3D, es col·loquen al llarg del cos de la persona. D'aquesta manera, després de realitzar els moviments el programari els tradueix en informació i reconstrueix els moviments de la persona de manera virtual.
Té aplicacions mèdiques, científiques, militars i esportives, així com aplicacions enfocades al món dels videojocs. Al cinema s'utilitza per donar moviments naturals i realistes, com si es tractés d'un persona, a personatges d'animació. Els actors efectuen els moviments equipats amb vestits especials amb petits punts reflectants LED, amb una longitud d'ona propera a la llum infraroja gràcies a les quals es registren aquests moviments en un ordinador. A més, gràcies a les, més o menys, 140 càmeres digitals distribuïdes per l'estudi, tant en les parets com en els sostres, va ser possible registrar el moviment dels actors i transformar-los en dades que posteriorment el sistema serà capaç de transformar en un registre 3D de l'escena completa, la qual cosa ens permet obtenir com a resultat, escenes digitals molt més realistes.
En una sessió de Mo Cap, un o més actors són mostrejats moltes vegades per segon. Es capten solament els seus moviments, no la seva aparença visual. Aquestes dades són traslladats a un model d'animació que executarà les mateixes accions que les realitzades per l'actor.

### Atrapar les emocions
Però a Avatar no només s'ha capturat el moviment dels actors, sinó que s'ha capturat també la seva interpretació, és a dir les expressions facials (facial capture) amb una gran precisió. Aquesta captació s'aconsegueix mitjançant la col·locació de punts per fer un registre de les seves expresiones i la col·locació d'una petita càmera digital amb una lent gran angular i fixada en un casc situada a centímetres de la seva cara que aconsegueix atrapar les emocions expressades pel rostre de la persona i posteriorment recrear sobre el personatge virtual, de la mateixa manera que succeeix amb el Motion Capture.
També és important fer referència a la tècnica de reemplaçament de funcions facials. Aquest sistema és utilitzat quan el cineasta necessita o bé reemplaçar el diàleg de l'actor o bé ha de afegir una nova línia. El problema que succeïa en nombroses ocasions és que amb aquests canvis els llavis no sempre es corresponien amb el so i de vegades era necessari recórrer a trucs per intentar solucionar-ho, com preses des de la part de darrere del cap o plans on no es veiessin els llavis. Cameron va dissenyar una manera de inserir una nova captura facial de diàleg sobre un personatge existent.

### Càmeres

#### Visió estereoscòpica
La pel·lícula Avatar va ser concebuda des del principi per la seva visió estereoscòpica.
Cameron, abans de dur a terme el seu projecte, ja havia ideat i pensant una càmera digital 3D d'alta definició que es pogués portar a l'espatlla i es pogués utilitzar com una càmera normal. Juntament amb Vince Pace, va crear la càmera a la qual atorgaria el nom de Reality Camera System, que consistia a utilitzar, inicialment, dues càmeres Sony HDC-F950 que filmaven la mateixa escena però independentment l'una de l'altra. Cameron ja va utilitzar aquest sistema el 2003 per al documental "Ghosts of the Abyss" per cinemes IMAX 3D.
La Reality Camera System, també anomenada sistema de Simul Cam, capta els moviments de la càmera cinematogràfica i posteriorment fa coincidir la seva posició real amb la càmera virtual. Així, aconseguim que la càmera virtual tingui la mateixa visió de la perspectiva que la càmera real.
Amb aquest sistema Cameron va aconseguir posar-se la càmera a l'espatlla, com si es tractés d'una càmera normal i, d'aquesta manera podia veure tots els escenaris i personatges digitals que havia imaginat i creat, a través del visor o monitor de la seva càmera, gràcies al sistema de vista prèvia en temps real. Els moviments d'aquesta càmera virtual eren registrats de la mateixa manera com es registraven els moviments dels actors. Aquest sistema de càmeres va permetre a Cameron fer la seva tasca com a director: emplaçar als seus actors en la locació virtual, marcar els seus moviments dins el món creat digitalment, assajar i gravar-los amb les càmeres diseñadas. En poques paraules, ajustar i dirigir la posada en escena virtual a temps real com si fos una acció en viu.

#### Dues versions, un mateixa Càmera
Hi ha dues versions de les càmeres amb què es va rodar la pel·lícula. A la primera, les càmeres estan disposades l'una al costat de l'altra, per obtenir les imatges corresponents d'esquerra a dreta. A la segona versió, s'utilitza 1 mirall, la qual cosa produeix que les càmeres estiguin disposades perpendicularment entre si, de manera que una captura la imatge a través del mirall i l'altra capta la imatge reflectida. El propòsit d'aquesta segona versió, és resoldre el problema de la dificultat d'apropar físicament dues càmeres a uns pocs mil·límetres, la qual cosa es necessita per poder prendre plànols estereoscòpics a curta distància.
Una altra característica destacable d'aquestes càmeres, és l'ús de convergència dinámica. Els nostres ulls convergeixen quan mirin una objecte i aquestes càmeres es mouen de la mateixa manera. Així, el punt de convergència de les lents coincideix amb el punt on la imatge està enfocada, el punt d'interès de la imatge.

### Processadors i servidors
La pel·lícula Avatar va ser desenvolupada amb 40000 processadors i 104 Terabytes de RAM en més de 4000 servidors amb GNU/Linux.
L'empresa encarregada de tot aquest treball és Weta Digital, una companyia amb seu a Wellington, Nova Zelanda i que ja havia treballat amb els principals estudis encarregats de produccions com ara El Senyor dels Anells, Jo Robot, Eragon i King Kong.
Weta Digital va construir un gran Data Center, necessari per desenvolupar els efectes especials. Aquest Data Center està compost per 4.352 servidors HP Proliant BL2x220c G5 Blade amb GNU / Linux. Tots els servidors es troben connectats mitjançant fibra òptica a un sistema d'emmagatzematge de 3 Petabytes de BluArc i NettApp.
Durant el desenvolupament d'Avatar, el Data Center va funcionar les 24 hores del dia, realitzant entre 1,3 i 1,4 milions de tasques i processant 7 o 8 gigabytes de dades per segon.
Cada frame de la pel·lícula va ser de 12 megabytes, és a dir, que per a cada segon de la pel·lícula es van utilitzar 288 MB, que és igual a 17,8 GB per minut.